# Howard, Wisconsin
Howard är en ort i Brown County i delstaten Wisconsin, USA.